# Servières-le-Château
 Servières-le-Château  (en occitano Cerviera) es una comuna y población de Francia, en la región de Lemosín, departamento de Corrèze, en el distrito de Tulle y cantón de Saint-Privat.
Su población en el censo de 2008 era de 673 habitantes.
No está integrada en ninguna Communauté de communes.

## Demografía
| 587 | 645 | 618 | 718 | 772 | 720 | 673 |
| Para los censos de 1962 a 1999 la población legal corresponde a la población sin duplicidades (Fuente: INSEE [Consultar]) |     |     |     |     |     |     |